# Церковь Михаила Архангела (Коноплянка)
Церковь Михаила Архангела — бывшая приходская церковь в селе Коноплянка Ульяновской области, Барышской епархии Симбирской митрополии Русской православной церкви. С 2017 года — памятник градостроительства и архитектуры РФ.

## История
В 1653 году в Коноплянке (в прошлом — Тальский Острог, Коноплянская слобода) была построена деревянная церковь Архангела Михаила, но она была уничтожена пожаром. В 1693 году было получено разрешение на строительство новой церкви во имя Архангела Михаила, а в 1695 году был дан антиминс к освящению церкви Архангела Михаила в Коноплянской слободе.
В 1825 году прихожанами был построен новый каменный храм с престолом во имя св. Архистратига Божия Михаила.
Церковь закрыта в советское время.
Распоряжением Главы администрации Ульяновской области от 29.07.1999 года № 959-р, церковь поставлена на государственную охрану, а распоряжением Правительства Ульяновской области «О включении выявленных объектов культурного наследия в единый государственный реестр объектов культурного наследия (памятников истории и культуры) народов Российской Федерации и утверждении границ территорий объектов культурного наследия» № 343-пр от 17.07.2017 года церковь Архангела Михаила признана памятником градостроительства и архитектуры регионального значения.

## Святыни
До революции в церкви хранилось:
- древний колокол в 3 1/2 пуда с древней надписью, разобрать которую невозможно,
- иконы святых из Тальской церкви,
- книга «Чтение святых апостол»,
- явленная на святом источнике икона великомученицы Параскевы Пятницы.

## Описание
На сегодняшнее время состояние церкви находится:
Церковь расположена на значительном возвышении над селом, лежащим на противоположном низком берегу реки.
Частично разрушен свод апсиды. Первоначальное внутреннее убранство храма не сохранилось.
Квадратный в плане храм с полукруглой апсидой. К храму последовательно примыкают небольшая прямоугольная в плане трапезная и колокольня.
Близкие по ширине и одинаковые по высоте храм с апсидой, трапезная и нижний ярус колокольни составляют вместе протяженный объём, над которым возвышается мощное завершение храма и четыре верхних яруса колокольни.
Изначально снаружи и изнутри церковь была оштукатурена. В интерьере сохранился деревянный иконостас с витыми колонками. Основные габариты храма — 36 × 11 м.
Церковь характеризуют массивные, геометрически правильные формы, скупое декоративное убранство. Объемно-пространственная композиция основана на контрасте протяженной нижней части и ножного завершения храма с вертикалью ритмически построенной колокольни. Особенностью храма является также несоответствие конструктивного решения перекрытия храма и его внешнего выражения. Храм находится в бесхозяйном состоянии.

## Галерея

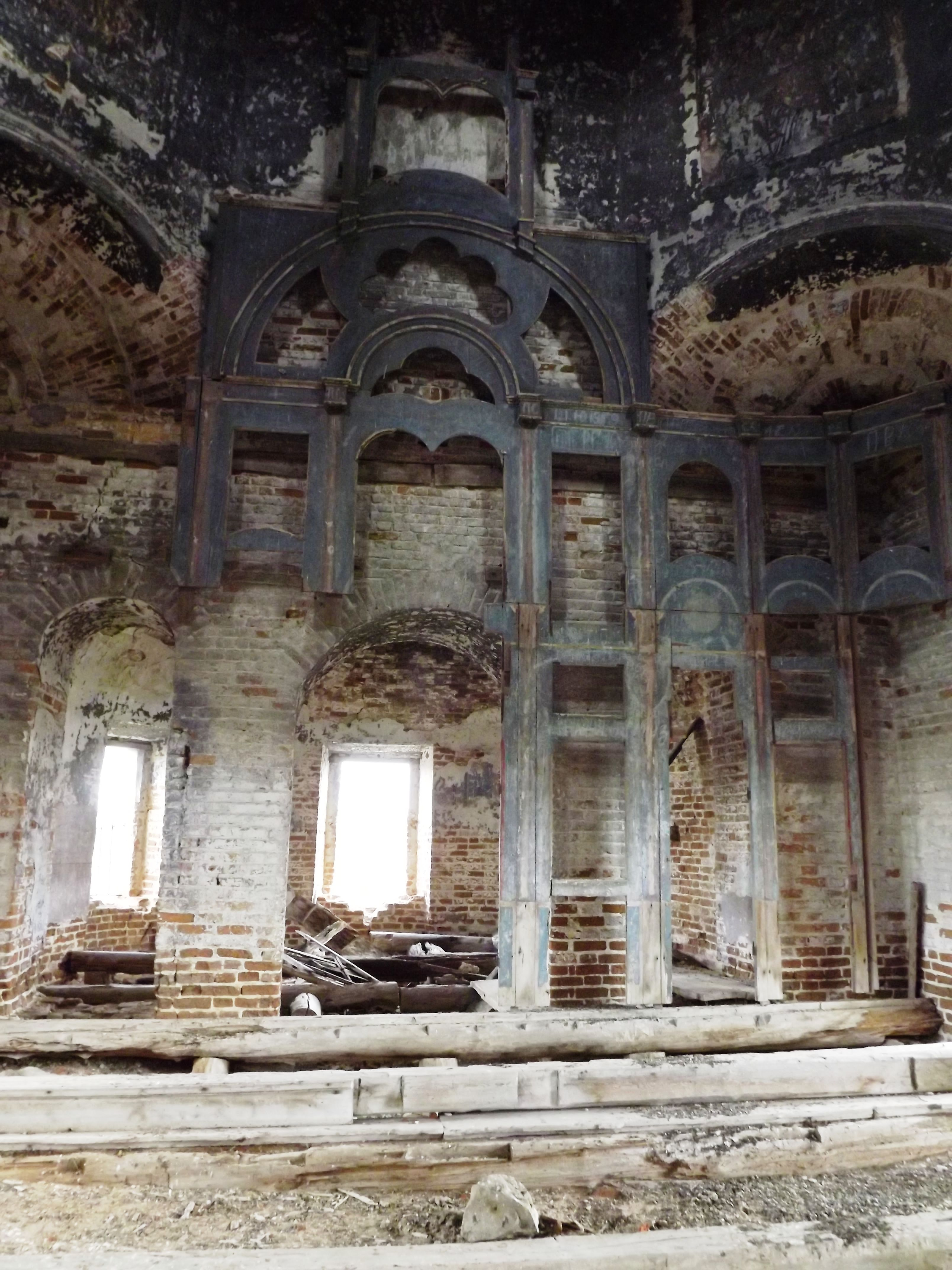
Остатки иконостаса.
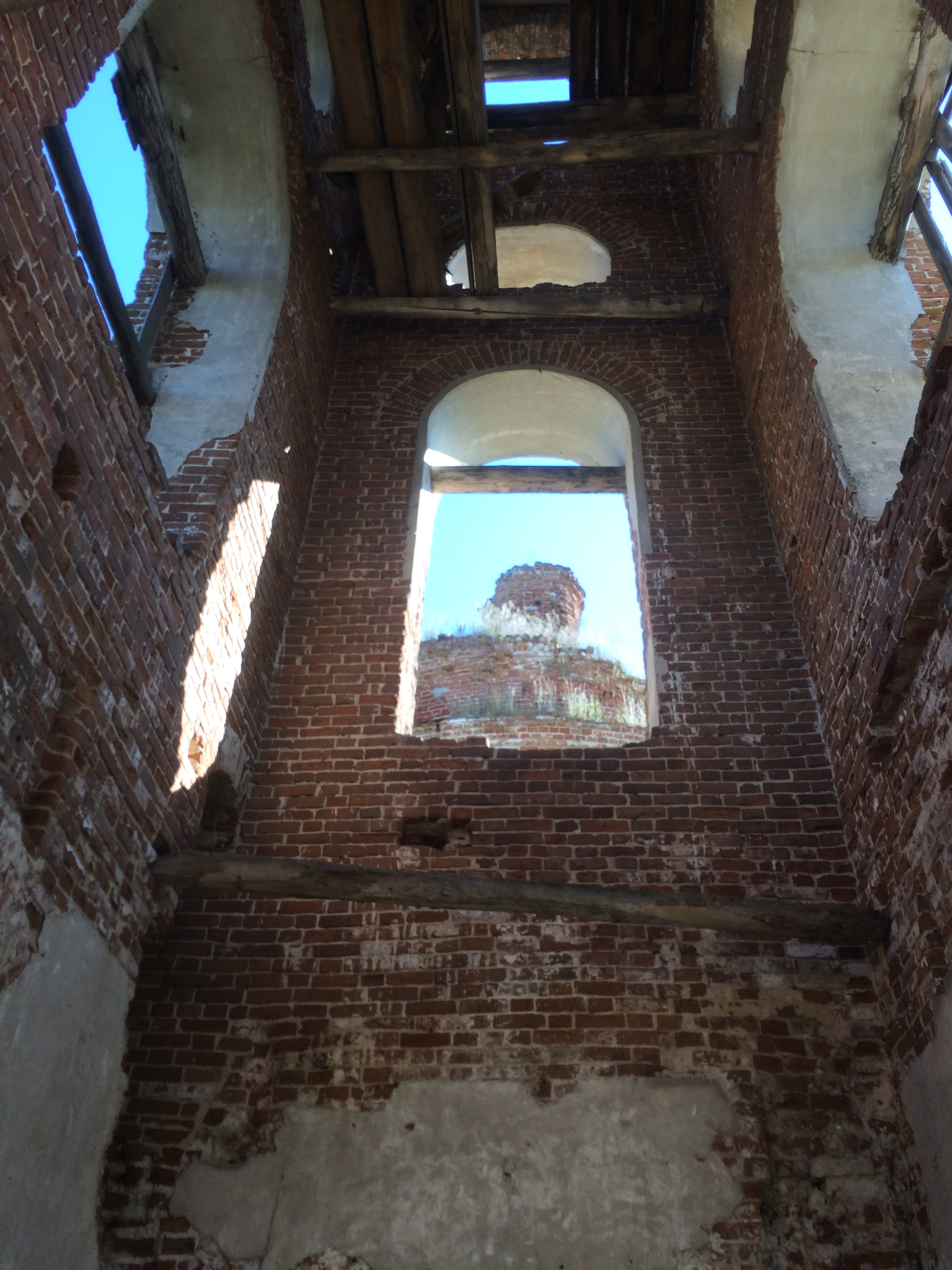
Вид на колокольню.
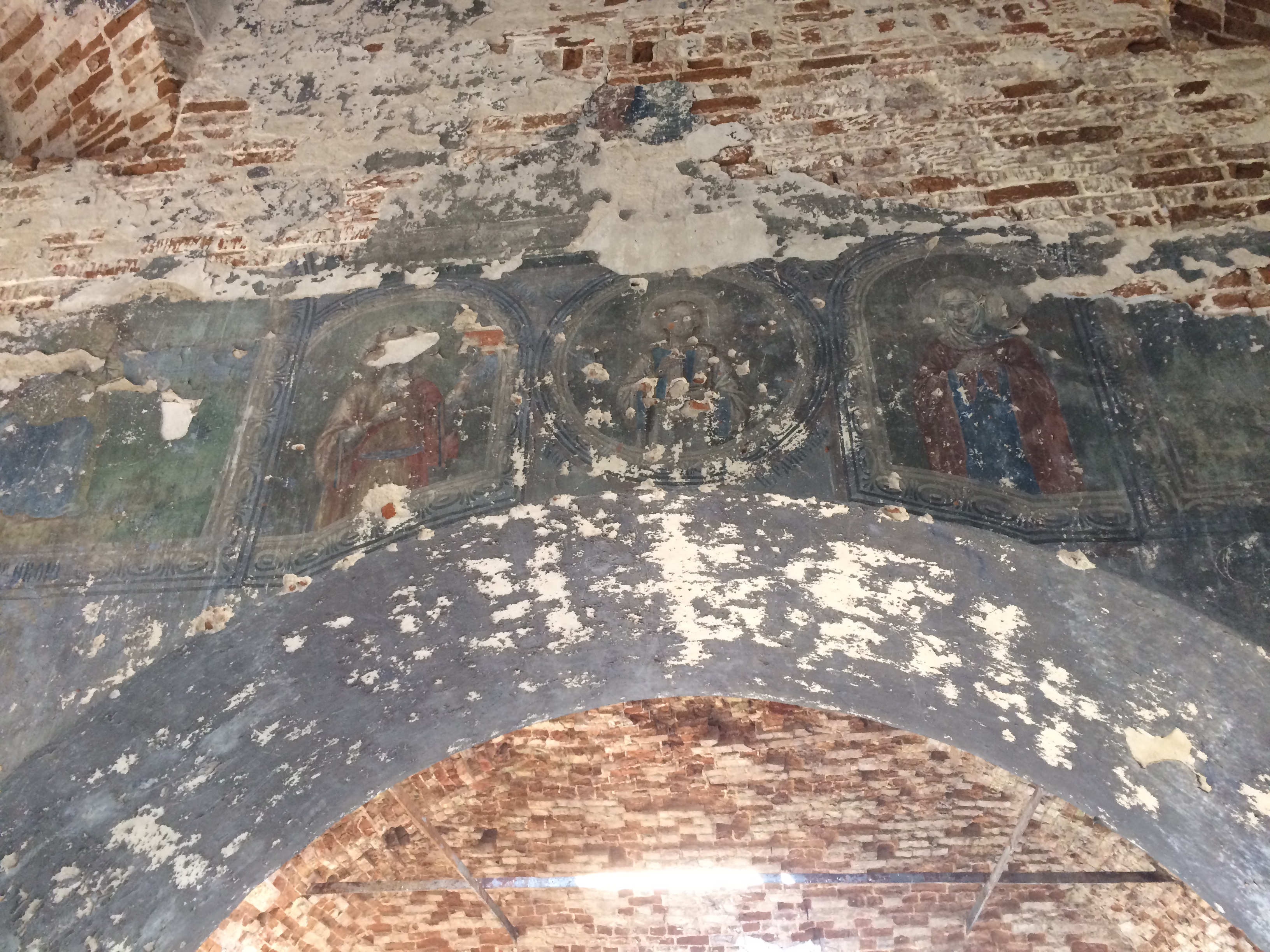
Остатки фрески.
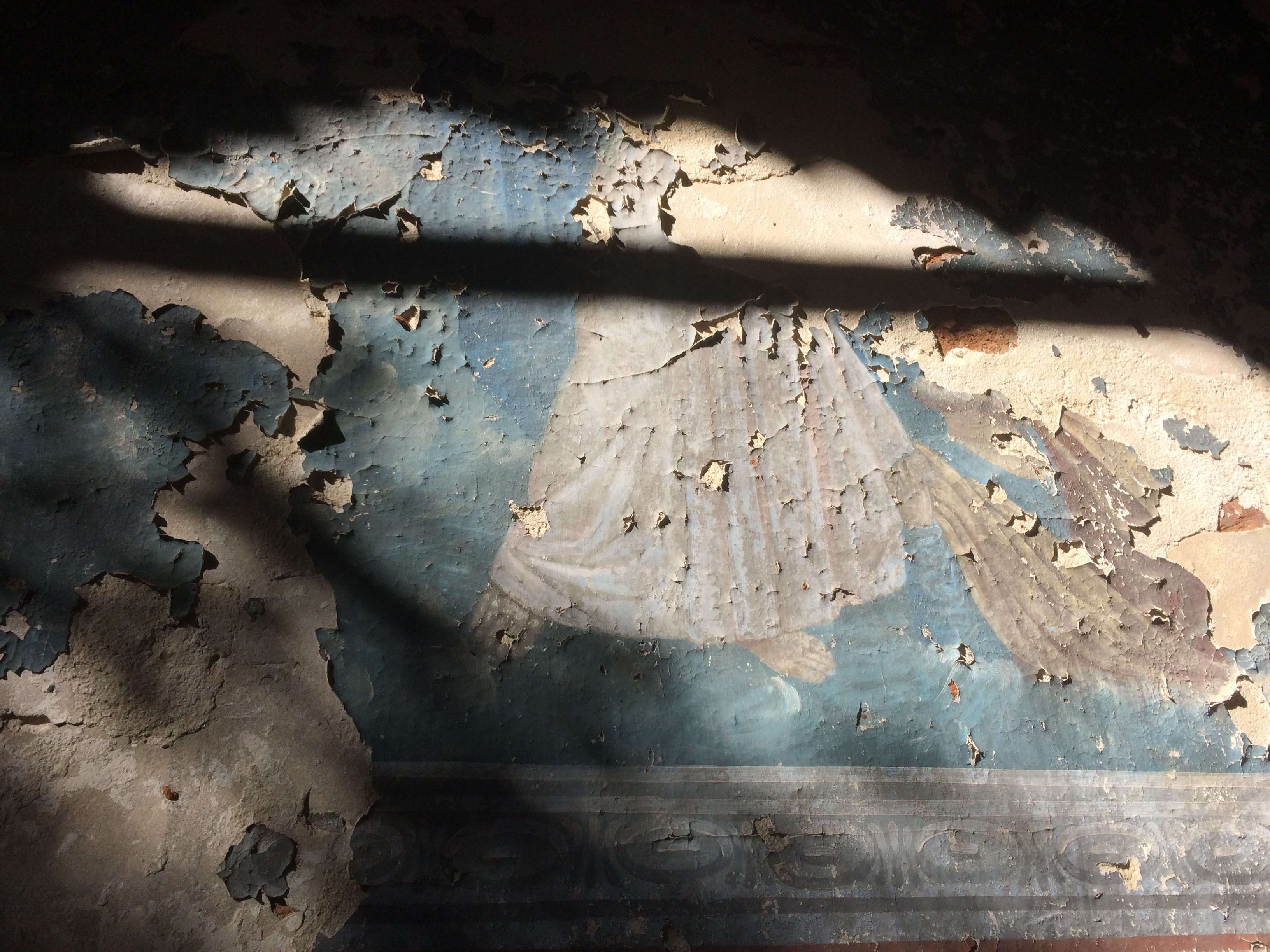
Остатки фрески.
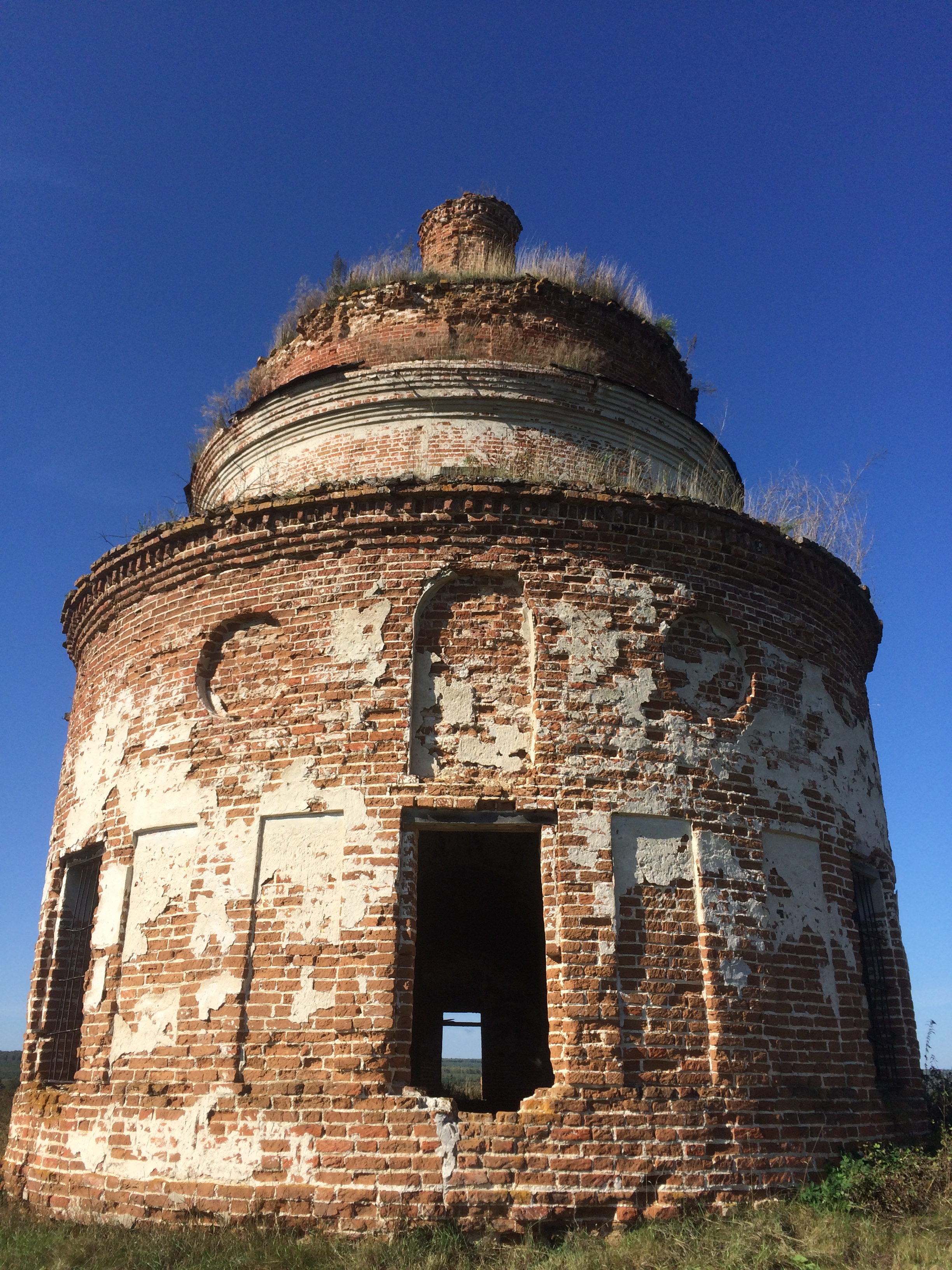
Алтарная часть церкви.
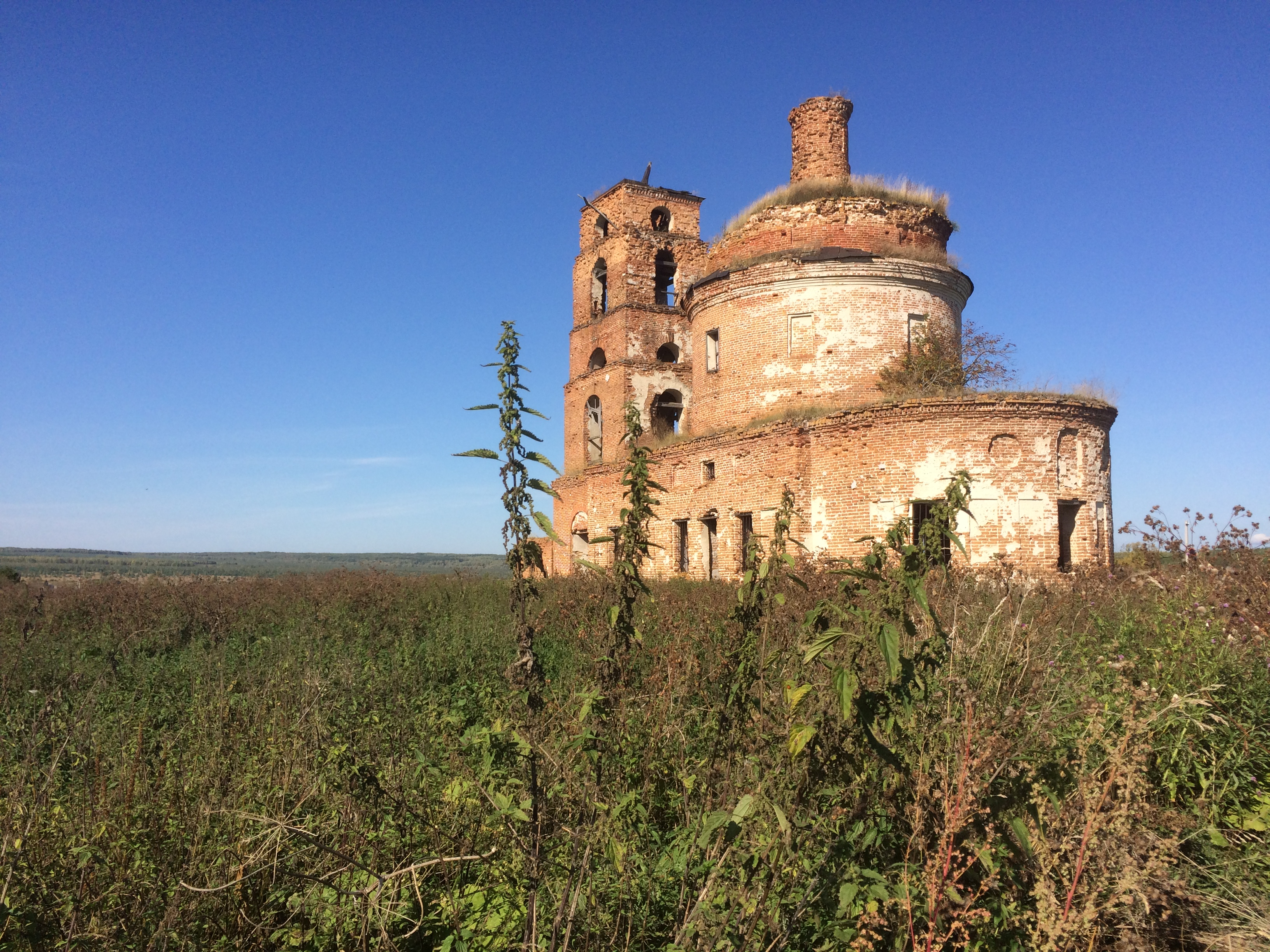
Вид на церковь.